# Фотосистема
Фотосистема - функціональна та структурна білкова одиниця, задіяна у фотосинтезі, яка здійснює первинну фотохімію фотосинтезу : поглинання світла та передачу енергії та електронів . Фотосистеми виявлені в тилакоїдних мембранах рослин, водоростей та ціанобактерій. Вони розташовані в хлоропластах рослин та водоростей, а також у цитоплазматичній мембрані фотосинтетичних бактерій. Існує два види фотосистем: II та I. 

## Реакційні центри
В центрі фотосистеми лежить реакційний центр, який є ферментом, що використовує світло для окисно-відновної реакції. Цей реакційний центр оточений світлозбиральними комплексами, які посилюють поглинання світла. 
Існують два сімейства центрів реакцій у фотосистемах: реакційні центри I типу (такі як фотосистема I ( P700 ) у хлоропластах та зелених сірчаних бактеріях та реакційні центри типу II (наприклад, фотосистема II ( P680 ) у хлоропластах та фіолетових несірчаних бактеріях. 
Кожну з фотосистем можна ідентифікувати за довжиною хвилі світла, на яку вона найкраще реагує (700 і 680 нанометрів відповідно для фотосистеми І та фотосистеми II у хлоропластах), кількістю та типом наявного світлозбирального комплексу та типом кінцевого акцептора електронів. 
Фотосистеми типу І використовують ферредоксинові кластерні білки як термінальні акцептори електронів, в той час як фотосистеми типу II, переміщують електрони до  хінонних термінальних акцепторів. Обидва типи реакційних центрів присутні в хлоропластах і ціанобактеріях і працюють разом, щоб створити унікальний фотосинтетичний ланцюг, здатний витягати з води електрони, утворюючи кисень в якості побічного продукту. 

## Будова
Реакційний центр складається з декількох (> 24 або> 33) білкових субодиниць, які створюють струкуру для підтримки ряду кофакторів. Кофактори можуть бути пігментами (як хлорофіл, феофітин, каротиноїди ), хінонами або залізо-срічаними кластерами. 

## Зв'язок між фотосистемами I та II
Для аеробного фотосинтезу необхідні обидві фотосистеми I та II . Аеробний фотосинтез може здійснюватися рослинами та ціанобактеріями; Вважається, що ціанобактерії є предками хлоропластів, що містять фотосистеми, у еукаріотів . Фотосинтетичні бактерії, які не можуть виробляти кисень, мають лише одну фотосистему. 
Коли фотосистема II поглинає світло, електрони в хлорофілі, що знаходиться в реакційному центрі збуджуються до більш високого енергетичного рівня і уловлюються первинних акцепторів електронів. 
Фотозбуджені електрони проходять через комплекс цитохрому b6f до фотосистеми I по транспортному ланцюгу електронів, розташованому в тилакоїдній мембрані . Це падіння енергії використовується , щоб транспортувати атомарний водень (Н + ) через мембрану, в просвіт тилакоїда, щоб забезпечити різницю потенціалів між тилакоїдним просвітом і стромою хлоропласту, що створює протонно-рушійну сила, яку можна використовувати для генерації АТФ. Протони транспортуються пластохіноном . Якщо електрони проходять через цей комплекс лише один раз, процес називають нециклічним фотофосфорилюванням. 
Коли електрон досягає фотосистеми I, він заповнює дефіцит електронів хлорофілу у реакційному центрі фотосистеми I. АТФ утворюється, коли АТФ-синтаза транспортує протони, наявні в просвіті, до строми, через мембрану. Електрони можуть або продовжувати проходити циклічним транспортом електронів навколо Фотосистеми I, або переходити через ферредоксин до ферменту NADP+ редуктази. Електрони та іони водню додаються до NADP+ утворення NADPH. Цей відновлюючий агент транспортується в цикл Кальвіна для реакції з гліцератним 3-фосфатом разом з АТФ з утворенням гліцеральдегід 3-фосфату  –  основного будівельного блоку, з якого рослини можуть синтезувати різноманітні речовини. 

## Зовнішні посилання
- Photosystems I + II: Imperial College, Barber Group [Архівовано 13 січня 2010 у Wayback Machine.]
- Photosystem I: Molecule of the Month in the Protein Data Bank
- Photosystem II: Molecule of the Month in the Protein Data Bank
- Photosystem II: ANU [Архівовано 22 червня 2007 у Wayback Machine.]
- UMich Orientation of Proteins in Membranes[en] [Superfamily » 1.1.002. Photosystems (7 families) - Orientations of Proteins in Membranes (OPM) database у Wayback Machine (арх. 13 жовтня 2017)][Superfamily » 1.1.002. Photosystems (7 families) - Orientations of Proteins in Membranes (OPM) database у Wayback Machine (арх. 13 жовтня 2017)] – Calculated spatial positions of photosynthetic reaction centers and photosystems in membrane
- Rutherford AW, Faller P (January 2003). Photosystem II: evolutionary perspectives. Philos. Trans. R. Soc. Lond. B Biol. Sci. 358 (1429): 245—53. doi:10.1098/rstb.2002.1186. PMC 1693113. PMID 12594932.